# Українська книжка року 2016
«Українська книжка року» 2016 року — щорічна премія Президента України, що присуджена з метою відзначення авторів, видавництв та видавничих організацій, які зробили значний внесок у популяризацію української книжки та розвиток вітчизняної видавничої справи у 2016 році.
20 січня 2017 року на засіданні Комітету зі щорічної премії Президента України «Українська книжка року» були розглянуті та допущені 78 видань, поданих на конкурс у 2016 році, яким пропонується присудити премію. Найбільше — 32 у номінації «За вагомий внесок у розвиток українознавства», а також по 23 в решті двох номінаціях. Допущено до участі в конкурсі на здобуття премії Президента України було, відповідно, 28 книжок, а також 20 — У номінації «За сприяння у вихованні підростаючого покоління», та 19 — у номінації «За видатні досягнення у галузі художньої літератури».

## Пропозиції до присудження премії
25 січня 2017 року Комітет з присудження щорічної премії Президента України «Українська книжка року» шляхом таємного голосування визначив видання, подані для участі у конкурсі, яким пропонується присудити премію за 2016 рік:
- «Синій зошит. Аркуші днів світящих» та «Лад» (автор Мирослав Дочинець, видавництво «Карпатська вежа») — у номінації «За видатні досягнення у галузі художньої літератури».
- «Марія Заньковецька» (автор Володимир Корнійчук, видавництво «Криниця») — у номінації «За вагомий внесок у розвиток українознавства».
- «Їжак Вільгельм» (автор Тетяна Стус (Щербаченко), ТОВ "Видавництво «Віват»). номінації «За сприяння у вихованні підростаючого покоління» серед 20 допущених до конкурсу видань премію запропоновано присудити книжці[1].

## Номінації

### За видатні досягнення у галузі художньої літератури
1. «Вибрана проза» Акакій Церетелі (переклад: Рауль Чілачава), «Видавництво Анетти Антоненко» м. Львів;
2. «Бабине літо» М. Лівін, ТОВ "Видавництво «Віват» м. Харків;
3. «Цинкові хлопчики» С. Алексієвич (переклад: Т. Комлик, Д. Торохтушко), ТОВ "Видавництво «Віват» м. Харків;
4. «У війни не жіноче обличчя» С. Алексієвич (переклад: В. Рафєєнка), ТОВ "Видавництво «Віват» м. Харків;
5. «До України — як до храму» В. П. Матвієнко, НВП «Видавництво „Наукова думка“ НАН України» м. Київ;
6. «Синій зошит. Аркуші днів світящих» М. І. Дочинець, видавництво «Карпатська вежа» м. Мукачево;
7. «Лад» М. І. Дочинець, видавництво «Карпатська вежа» м. Мукачево;
8. «Шовкова держава» М. А. Брацило, видавництво ПП «Мистецька агенція Наш формат» м. Київ;
9. «Долі царів і царств. Таємниці життя царя Соломона» В. Ф. Чугунова, видавництво ТОВ «Апогей, ЛТД» м. Харків;
10. «Золоті перетини долі. Спогади Роксолани» В. Ф. Чугунова, видавництво ТОВ «Апогей, ЛТД» м. Харків;
11. «Тигролови» Б. І. Багряний, видавництво ТОВ «Час майстрів» м. Київ;
12. «Шлях до істини» Н. А. Поденщикова, видавництво «Ю. А. Чабаненко» м. Черкаси;
13. «За мірою серця» Л. В. Пушко, видавництво «Ярина» м. Івано-Франківськ;
14. «Сатирична сотня діє, або Путлер капут» Редактор-упорядник: О. Михайлюта, видавництво «Журналіст України» м. Київ;
15. «Філософія гумору» В. Ф. Кульчицький, видавництво «Сполом» м. Львів;
16. «Українець» С. М. Саливон, видавництво «Інтер парк» м. Лубни;
17. «Діла житейські» В. О. Сидорук, видавництво «Астропринт» м. Одеса;
18. «Кумар над Кодимою» В. О. Сидорук, видавництво «А. Г. Коваленко» м. Врадіївка;
19. «Шкіра» Н. М. Позняк, видавництво «Діса плюс» м. Харків.

### За вагомий внесок у розвиток українознавства
1. "Мовні війни: міф про "зіпсованість"української мови" В. Селезньов, ТОВ "Видавництво «Віват» м. Харків;
2. «Україна. Все що робить нас українцями» О. В. Лаврик, ТОВ "Видавництво «Віват» м. Харків;
3. «Мова чудова» О. М. Уліщенко, ТОВ "Видавництво «Віват» м. Харків;
4. «В'ячеслав Чорновіл: дух, що тіло рве до бою» В. Ф. Деревінський, ТОВ "Видавництво «Віват» м. Харків;
5. «Ігри відображень. Якою бачить Україну світ» Т. Водотика, Є. Магда, ТОВ "Видавництво «Віват» м. Харків;
6. «Історія України» у 3-х томах В. М. Литвин, НВП «Видавництво „Наукова думка“ НАН України» м. Київ;
7. «Чигиринські походи: хроніка подій російсько-турецької війни 1676—1681 рр.» В. М. Заруба, видавництво ПП «Ліра ЛТД» м. Дніпропетровськ
8. «Дмитро Яворницький: вчений та педагог в українському інтелектуальному співтоваристві» С. І. Світленко, видавництво ПП «Ліра ЛТД» м. Дніпропетровськ;
9. «Тарас Шевченко і Полтавщина» О. А. Білоусько, Т. П. Пустовіт, видавництво ТОВ «АСМІ» м. Полтава;
10. «Розвиток художньої культури на Чернігівщині в ХІХ-на початку ХХ ст.» Г. В. Самойленко, «Видавництво Ніжинського державного університету ім. М. Гоголя» м. Ніжин;
11. «У згонах» К. І. Сушко, видавництво ТОВ "Принтхаус «Римм» м. Нікополь;
12. «Шлях до істини» Н. А. Поденщикова, видавництво «Ю. А. Чабаненко» м. Черкаси;
13. «Втопила корба відро» І. І. Кокуца, видавництво ТОВ "Агентство «Україна» м. Київ;
14. «Гармонія крізь тугу дисонансів…» І. Дзюба, Л. Костенко, О. Пахльовська, видавництво «Либідь» м. Київ;
15. «Марія Заньковецька» В. П. Корнійчук, видавництво «Криниця» м. Київ;
16. «Топонімічний словник Новотроїцько району Херсонської області» А. Я. Горобець, видавництво ТОВ «Айлант» м. Херсон;
17. «Легенди Срібної Русі» О. Д. Гаврош, «Видавництво Олександри Гаркуші» м. Ужгород;
18. «Легенди, казки та перекази українців» укладач: К. В. Шаповалова, видавництво ПП «Юнісофт» м. Харків;
19. «Бориспільський край: краєзнавчий альманах» упорядник: В. М. Литвин, видавництво ТОВ «Білоцерківдрук» м. Біла Церква;
20. «Володимирський собор» Д. В. Степовик, видавництво «Дніпро» м. Київ;
21. «Українська Австраліана: Полтавщина, Галичина, Боснія» О. І. Панченко, «Видавництво імені Олени Теліги» м. Київ;
22. «Обухівський ярмарок народної творчості» колектив авторів: Ю. К. Домотенко та ін., видавництво ТОВ «Задруга» м. Київ;
23. «Орепи та орепівчани» О. І. Забережна-Приймак, видавництво «Новоград» м. Новоград-Волинський;
24. «Молитви до небесних сил за захист українського народу» В. Панчишин, релігійне видавництво «Святих Володимира та Ольги» м. Львів;
25. «Королівські шлюби в історії України та світу» Ю. Ю. Тузяк, В. Є. Тузяк, М. А. Устянич, В. А. Устянич, видавництво «Каменяр» м. Львів;
26. «Астрофізми вічної гончарні» О. М. Гончаренко, видавництво ПП «Верескун В. М.» м. Мелітополь;
27. «Місцеве самоврядування в Україні: євро-інтеграційний шлях» за загал. ред.: Р. М. Плющ, видавництво ПП «Рідна Мова» м. Київ;
28. «Місцеве самоврядування в умовах децентралізації влади в Україні» за загал. ред.: Р. М. Плющ, видавництво ПП «Рідна Мова» м. Київ.

### За сприяння у вихованні підростаючого покоління
1. «Тарас Шевченко-на всі часи» В. І. Кушерець, ТОВ "Видавництво «Знання України» м. Київ;
2. «Їжак Вільгельм» Т. В. Стус, ТОВ "Видавництво «Віват» м. Харків;
3. «Паперова царівна» О. В. Лущевська, ТОВ "Видавництво «Віват» м. Харків;
4. «Я *трамвай+ зоопарк» Кузякін Кузько, ТОВ "Видавництво «Віват» м. Харків;
5. «Вибрані твори» в 5-ти томах. Г. М. Сагач, видавництво ПП «ДМ» м. Рівне;
6. «Петриківський розпис» Т. А. Гарькава, видавництво ПП «Ліра ЛТД» м. Дніпро;
7. «Наші рідненькі чорно-білі казки» упорядник: О. В. Симоненко, видавництво ТОВ «Час майстрів» м. Київ;
8. «У всіх нас є свої бажання і мрії» О. Л. Штільгойз, видавництво «О. О. Євенок» м. Бердичів;
9. «Чотири нявкісти і ВІН» П. В. Кущ, видавництво «МП Леся» м. Київ;
10. «Рукописна книга: витоки, графічне оформлення, мистецьке оздоблення» А. М. Кайдаш, видавництво ФОП «Лук'яненко В. В.», ТПК «Орхідея» м. Ніжин;
11. «Зубасті задачки» Кузякін Кузько, «Видавництво Старого лева» м. Львів;
12. «Розхристане літо» Т. С. Лісненко, видавництво ВД «Білий птах» (СВС Панасенко І. М.) м. Суми;
13. «Легенди про козаків» Е. І. Заржицька, видавництво ПП «Юнісофт» м. Харків;
14. «Як козак у морського царя служив» Е. І. Заржицька, видавництво ПП «Юнісофт» м. Харків;
15. «Купи слона! або маленькі пригоди великої Софійки» Д. В. Кузьменко, видавництво ПП «Юнісофт» м. Харків;
16. «Подільський книжник» Т. Р. Кароєва, видавництво Вінницька обласна універсальна наукова бібліотека ім. К. А. Тімірязєва м. Вінниця;
17. «Навчальні програми для викладання предметів варіативної складової навчального плану» упорядник: Є. Д. Квітень, видавництво ПВКФ «Технодрук» м. Чернівці;
18. «Кмітливі діти» В. Н. Шаройко, видавництво «Український пріоритет» м. Київ;
19. «Українські берегині» Л. П. Коваль, видавництво «В. Б. Котвицький» м. Житомир;
20. «Як мурашки скарби врятували» Т. Береза. К. Береза, видавництво «Література та мистецтво» м. Львів[2].

## Джерело
- Премія Президента України «Українська книжка року» [Архівовано 28 січня 2017 у Wayback Machine.]